# Devery Jacobs

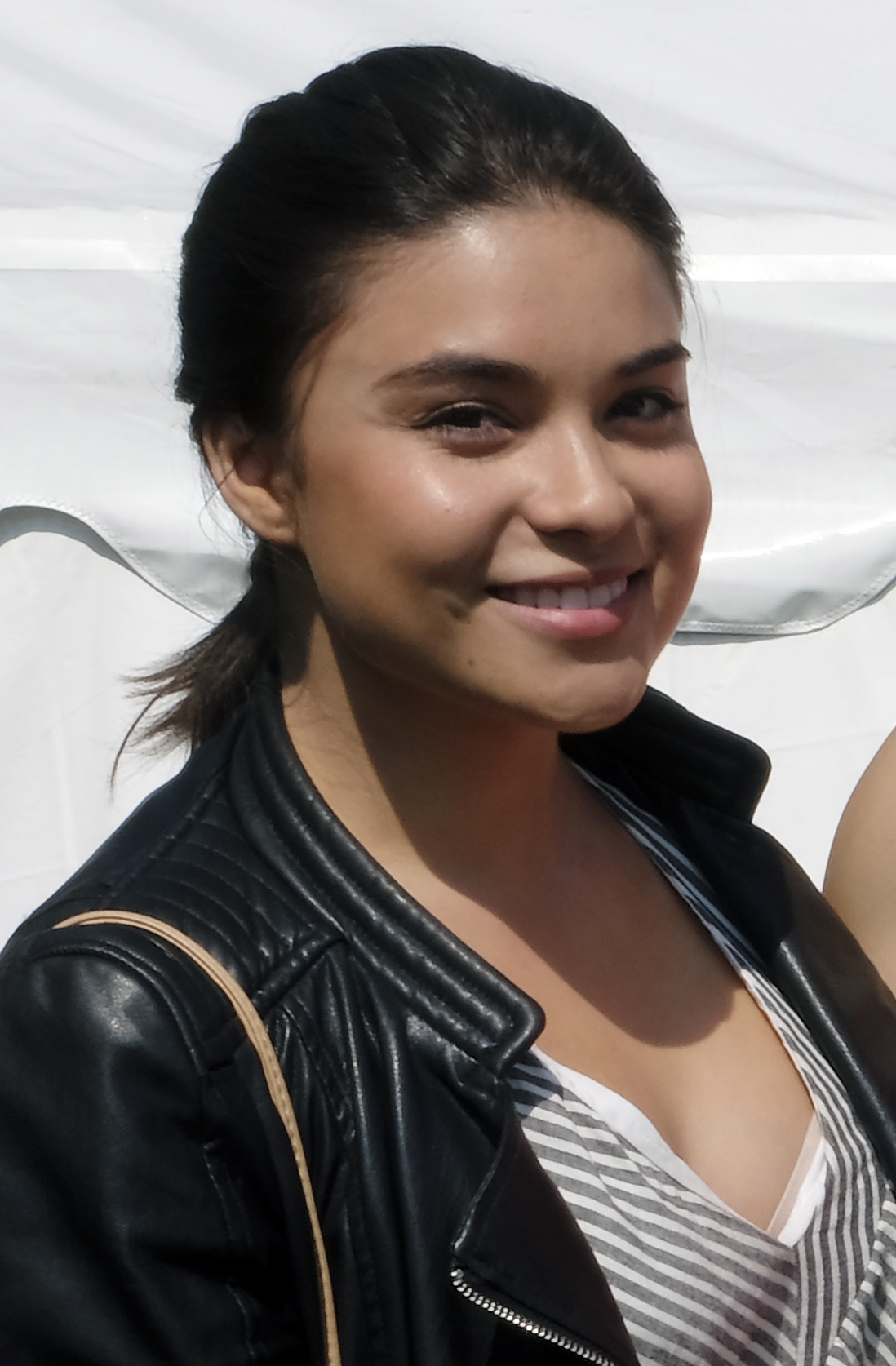
Devery Jacobs (2017)

Kawennáhere Devery Jacobs (* 8. August 1993 in Kahnawake, Québec) ist eine kanadische Schauspielerin und Synchronsprecherin.

## Leben
Jacobs wurde im Reservat Kahnawake Indian Reserve No. 14 geboren und gehört zum Stamme der Kanien'kehá:ka (Mohawk). Bereits in jungen Jahren entschied Jacobs sich, Schauspielerin zu werden. So schloss sie sich der Turtle Island Theatre Company an, einer Theatergruppe innerhalb des Reservats. Ihre Mutter unterstützte sie bei ihrem Vorhaben und ließ sie in das Register einer Agentur in Québec eintragen. Um 2013, während der Dreharbeiten zu Rhymes for Young Ghouls, besuchte sie das John Abbott College.
Ihre erste Fernsehrolle hatte Jacobs 2007 in einer Episode der Fernsehserie Dead Zone. Größere nationale Bekanntheit erlangte sie 2013 durch ihre Rolle in dem Film Rhymes for Young Ghouls, wofür sie für ihre Leistung eine Nominierung in der Kategorie Beste Hauptdarstellerin bei den Canadian Screen Awards 2014 erhielt. Von 2014 bis 2015 war sie in der Rolle der Lollipop in der Fernsehserie Mohawk Girls zu sehen. Weitere internationale Bekanntheit erlangte sie 2019 bis 2020 durch ihre Rolle der Werwölfin Lilith Bathory in der Fernsehserie The Order.
Neben Englisch spricht Jacobs fließend Französisch. Heute lebt sie in Toronto.

## Filmografie

### Schauspieler
- 2007: Dead Zone (Fernsehserie, Episode 6x04)
- 2008: South of the Moon
- 2009: Assassin’s Creed: Lineage (Mini-Fernsehserie, 3 Episoden)
- 2012: By the Rapids (Fernsehserie, Episode 4x01)
- 2013: Being Human (Fernsehserie, Episode 3x02)
- 2013: Exploding Sun (Fernsehfilm)
- 2013: The Blanketing (Kurzfilm)
- 2013: Rhymes for Young Ghouls
- 2014–2015: Mohawk Girls (Fernsehserie, 10 Episoden)
- 2015: A Big Black Space (Kurzfilm)
- 2016: The Land of Rock and Gold
- 2016: A Tribe Called Red: The Virus – Ft. Saul Williams, Chippewa Travellers (Kurzfilm)
- 2016: The Sun at Midnight
- 2016: Cold (Fernsehserie, 10 Episoden)
- 2016: This Life (Fernsehserie, 7 Episoden)
- 2016: The Choir (Kurzfilm)
- 2017: Another WolfCop
- 2017: Rae (Kurzfilm)
- 2017: Backspot (Kurzfilm)
- 2018: Teiakotsinarèn: tonte (The Hoof Lady) (Kurzfilm)
- 2018: Ara Marumaru (Kurzfilm)
- 2018: Devon’s Forrest (Kurzfilm)
- 2018: Between Earth and Sky
- 2018: Running Eagle (Kurzfilm)
- 2018: The Lie
- 2019: Cardinal (Fernsehserie, 6 Episoden)
- 2019–2020: The Order (Fernsehserie, 13 Episoden)
- 2019–2021: American Gods (Fernsehserie, 2 Episoden)
- 2019: Blood Quantum
- 2019: Rustic Oracle
- 2020: Nurses (Fernsehserie, Episode 1x08)
- 2021: Rutherford Falls (Fernsehserie, 3 Episoden)
- 2021: We Burn Like This
- 2021: Bootlegger
- 2021–2023: Reservation Dogs (Fernsehserie)
- 2024: Echo (Fernsehserie)

### Synchronsprecher
- 2016: The Walking Dead: Michonne (Videospiel)
- 2017: The Mountain of SGaana (Zeichentrickfilm)
- 2023–2024: What If…? (4 Folgen)